# TIAA
TIAA, ранее TIAA—CREF (Teachers Insurance and Annuity Association—College Retirement Equities Fund) — компания из списка Fortune 100, предоставляющая финансовые услуги, является ведущим поставщиком пенсионного обеспечения для людей, которые работают в академических, научно-исследовательских, медицинских и культурных областях. TIAA обслуживает более 5 миллионов активных и вышедших на пенсию сотрудников, работающих в более чем 16000 учреждений. Размер активов под управлением $1 трлн на 30 июня 2017 года.
Значительная часть TIAA работает не на основе прибыли, излишек возвращается участникам. TIAA имеет штаб-квартиру в Нью-Йорке в США, имеет главные офисы в Денвере, штат Колорадо; Шарлотте, Северная Каролина; Далласе, штат Техас; а также семьдесят местных отделений по всему США. В 2013 году, TIAA
 заняла 97-е место в списке крупнейших корпораций в Америке в журнале Fortune 500. По состоянию на 2016 год, TIAA является крупнейшим глобальным инвестором в сельском хозяйстве, 2-й по величине производитель виноградного вина в Соединенных Штатах (по площади земли) и третий по величине коммерческий менеджер по недвижимости в мире.

## Профиль
TIAA был создан, чтобы заменить систему свободных пенсий, предоставляемых Фондом Карнеги по улучшению преподавания для профессоров. Когда первоначальный фонд оказался недостаточным, TIAA был создан в акте штата Нью-Йорк в 1918 году в качестве страховой компании с целью обеспечения пенсионного дохода для профессоров через фиксированные премии, гарантируемые отсроченные контракты аннуитета. Позже, в 1952 году был создан CREF, чтобы позволить профессорам инвестировать в фондовый рынок через первую переменную аннуитета страны. Основным бизнесом TIAA продолжает оставаться пенсионный план и управление аннуитетами. TIAA на сегодняшний день является крупнейшим менеджером финансируемым работодателями по налоговым защищенным планам аннуитета. TIAA определяет вклад пенсионного плана для сотрудников образовательных, религиозных и благотворительных организаций. Компания также предлагает планы Кио и дополнительные пенсионных планы. Вклады от этих планов, как правило, инвестированы в традиционные или переменные аннуитеты компании или ее линии взаимных фондов.
В последние годы компания значительно расширила свои возможности в консультационных услугах и клиентских инвестициях. Внутренне она была сосредоточена на разработке клиентской поддержки ИТ-инфраструктуры и развитие лидерства.
На уровне розничной торговли, TIAA предлагает индивидуальные пенсионные счета, взаимные фонды, аннуитеты и страхование (через TIAA Life), планы сбережений для колледжа, сберегательные счета, финансовое планирование, а также доверительное и инвестиционное управление (через  TIAA Trust Company, FSB). Эти инвестиции предлагаются для широкой публики, и TIAA больше не ограничивается академическим сообществом.
TIAA Asset Management обслуживает институциональных инвесторов и посредников, в том числе зарегистрированных инвестиционных консультантов, инвестиционные платформы.
Академическая пенсия TIAA считается как вариант академической пенсии в университетах США, она не связана с концепцией союзов или организованной рабочей силы. Так что, если пожизненная пенсия работника зависит от университета, TIAA не работает в качестве участника, участвующего в трудовых управлениях или управлениях менеджмента споров.

## История
В 1918 году Эндрю Карнеги и его Фонд Карнеги по улучшению преподавания, под руководством Генри С. Притчетта, создал Teachers Insurance and Annuity Association of America (TIAA), полностью накопительную систему пенсий для профессоров. Финансирование было предоставлено сочетанием грантов от фонда и Carnegie Corporation в Нью-Йорке, а также текущих взносов участвующих учреждений и отдельных лиц.
В 1921 году страхователи проголосовали за назначение профессора Сэмюэля М. Линдсея из Колумбийского университета в качестве попечителя страхователей TIAA. Представление попечителя TIAA было согласовано с Фондом Карнеги, чтобы педагоги могли брать на себя роль в управлении организацией.
Консервативное инвестирование позволило TIAA пережить биржевой крах 1929 года и Великую депрессию.
После Второй мировой войны, в ответ на рост инфляции, увеличения продолжительности жизни и резкого расширения сектора образования, TIAA 
признала необходимость ее участников инвестировать в акции для того, чтобы диверсифицировать свои пенсионные фонды. В 1952 году TIAA создал College Retirement Equities Fund (CREF), переменный аннуитет, для этой цели.
12 августа 2008, TIAA-CREF объявила об открытии нового офиса в Лондоне. Офис будет укомплектован местными профессионалами в области инвестиций, которые будут расширять деятельность TIAA-CREF Global Real Estate в Соединенном Королевстве и в Европе.
14 сентября 2012 года, TIAA-CREF купил Festival Place, торговый центр в Бейсингстоуке, Англия за £280 млн.
16 мая 2013 года TIAA-CREF приобрела 50% акций в Grand Canal Shoppes, в том числе Shoppes at the Palazzo в
Лас-Вегасе для чистых поступлений в размере $410 млн долларов США, как часть нового совместного предприятия с General Growth Properties. GGP будет продолжать контролировать управление активами проекта.
14 апреля 2014 г., TIAA-CREF объявила, что она приобретет Nuveen Investments на сумму $6.250 млрд.
22 февраля 2016 г., TIAA-CREF осуществила ребрендинг и стала просто TIAA.
8 августа 2016 года, TIAA совершила сделку по покупке EverBank Financial Corp. за $2,5 млрд.